# 須賀村 (千葉県)
須賀村（すかむら）は、千葉県匝瑳郡にかつて存在した村である。

## 地理
- 現在の匝瑳市、旧八日市場市の南西部に位置している。
- 村のほとんどは平地である。

## 歴史

### 沿革
- 1889年（明治22年）4月1日 - 町村制施行に伴い、横須賀村・高村・蕪里村・高野村が合併し、匝瑳郡須賀村が発足。
- 1954年（昭和29年）3月31日 - 八日市場町・平和村・椿海村・匝瑳村・豊栄村・共興村・吉田村・飯高村・豊和村と合併して八日市場町が発足。須賀村は消滅。

変遷表
| 1868年 以前 | 1868年 以前 | 明治22年 4月1日 | 昭和29年   | 昭和29年 | 平成18年 1月23日 | 現在   |
| 1868年 以前 | 1868年 以前 | 明治22年 4月1日 | 3月31日    | 7月1日   | 平成18年 1月23日 | 現在   |
| ----------- | ----------- | --------------- | ---------- | -------- | ---------------- | ------ |
|             | 蕪里村      | 須賀村          | 八日市場町 | 市制     | 匝瑳市           | 匝瑳市 |
|             | 高野村      | 須賀村          | 八日市場町 | 市制     | 匝瑳市           | 匝瑳市 |
|             | 高村        | 須賀村          | 八日市場町 | 市制     | 匝瑳市           | 匝瑳市 |
|             | 横須賀村    | 須賀村          | 八日市場町 | 市制     | 匝瑳市           | 匝瑳市 |

## 人口・世帯

### 人口
総数 [単位： 人]
| 1891年（明治24年） | 2,310 |
| 1920年（大正 9年） | 2,517 |
| 1930年（昭和 5年） | 2,600 |
| 1954年（昭和29年） | 3,316 |

### 世帯
総数 [単位： 世帯]
| 1920年（大正 9年） | 434 |
| 1930年（昭和 5年） | 446 |
| 1954年（昭和29年） | 561 |